# Federación Valenciana de Fútbol
La Federación Valenciana de Fútbol (FVF), conocida contemporáneamente como Federación de Fútbol de la Comunidad Valenciana (FFCV), es la organización futbolística que se ha encargado desde 1909 de organizar las competiciones futbolísticas en el ámbito de las provincias de Castellón y Valencia, así como, en la mayor parte de ocasiones, en la de Alicante. Históricamente estos han comprendido el Campeonato Regional y la selección valenciana, aunque actualmente se centra más en aspectos del fútbol aficionado y de categorías juveniles, así como del fútbol sala.

## Historia
La Federación Regional Valenciana de Clubs de Football fue fundada el 7 de septiembre de 1909 por Francisco Sinisterra, siendo también su primer presidente. Los primeros clubes integrantes de la misma fueron el Hispania, Rat Penat, FC Cabañal, Eureka, Real Club Regional, Universitario FC y Lucentum de Alicante, todos de la ciudad de Valencia a excepción del último. La primera competición, germen del Campeonato Regional, se había celebrado ya en junio, dentro del marco de la Exposición Regional. 
A partir de 1918 comenzó también a disputar sus partidos la selección de fútbol de Valencia, en la cual competían los jugadores que militaban en clubs afiliados a la propia Federación. La selección valenciana tuvo una vida activa durante la década de los 20 y los 30, participando en los torneos interregionales y disputando diversos partidos amistosos contra otras selecciones o equipos. Posteriormente, como el resto de selecciones regionales, cesó su actividad en los años 40.
En 1919 se creó la Federación Levantina, la cual abarcaba los clubs de las provincias de Castellón, Valencia, Alicante y Murcia. Así, los campeones de los torneos regionales valenciano y murciano se enfrentaron por una plaza en el Campeonato de España. Sin embargo, en 1924, las federaciones volvieron a escindirse y se dio por extinta la Federación Levantina. Hasta principios del siglo XXI fue conocida como Federación Territorial Valenciana de Fútbol. 
Actualmente es la organizadora de todas las competiciones de fútbol y fútbol sala en la Comunidad Valenciana. En fútbol sus competencias abarcan desde el grupo VI de la Tercera División hasta las categorías inferiores. La sede central se encuentra en Valencia y cuenta con delegaciones en Alicante, Castellón de la Plana, Alcoy, Alberique, Elche, Elda y Vall de Uxó.
El 30 de noviembre de 2018, Salva Gomar accedió a la presidencia de la Federación de Fútbol de la Comunidad Valenciana tras vencer en las elecciones a David Albelda. 

### Reseña organizativa de las federaciones históricas
|           | Región de Levante                           | Región de Valencia                              | Región de Murcia                            |
| --------- | ------------------------------------------- | ----------------------------------------------- | ------------------------------------------- |
| 1909-19   | —                                           | Federación Valenciana de Clubes de Foot-Ball    | —                                           |
| 1919-24   | Federación Levantina de Clubes de Foot-Ball | Federación Regional Valenciana (Sección Norte)  | Federación Regional Levantina (Sección Sur) |
| 1924-40   | —                                           | Federación Regional Valenciana (Sección Norte)  | Federación Regional Murciana (Sección Sur)  |
| 1940-90   | —                                           | Federación Territorial Valenciana de Fútbol     | Federación Murciana de Clubes de Fútbol     |
| 1990-2019 | —                                           | Federación de Fútbol de la Comunidad Valenciana | Federación de Fútbol de la Región de Murcia |
| 2019-Act. |                                             | Federació de Futbol de la Comunitat Valenciana  |                                             |